# Bergenhus (stadsdeel)
Bergenhus is een stadsdeel (Noors: bydel) van Bergen, de tweede stad van Noorwegen. Het stadsdeel omvat het centrum van de stad; enkele wijken rond het centrum; en de bergen aan noordelijke en oostelijke zijde van het centrum.
Per 1 januari 2008 had stadsdeel Bergenhus 35.967 inwoners, (ongeveer 14,5% van de totale bevolking van Bergen) op een oppervlakte van 26,58 km².
Het stadsdeel is vernoemd naar de middeleeuwse vesting Bergenhus, die de haven van Bergen beschermde. Bergenhus was ook de naam van de historische wijk (strøk) die rond deze vesting lag.